# Leptolepis
Leptolepis (ovvero "scaglia bella" o "scaglia delicata") è un genere estinto di pesci, vissuti nel Giurassico inferiore (circa 190 - 180 milioni di anni fa).

## Nuotatori eccellenti
Diffusi durante il Giurassico inferiore, questi pesci lunghi in media una trentina di centimetri rappresentano il primo esempio vero e proprio di teleostei evoluti. Rispetto agli antenati (in qualche caso anche ai pesci contemporanei, come ad esempio Pholidophorus), il genere presentava importanti innovazioni morfologiche: lo scheletro era completamente ossificato e il corpo era ricoperto da scaglie leggere, arrotondate e prive di smalto. Questo permetteva un nuoto ulteriormente migliorato rispetto ad altre specie ricoperte da pesanti corazze: le scaglie sottili, infatti, garantivano una maggiore idrodinamicità del corpo, rendendolo al contempo più leggero, mentre la colonna vertebrale totalmente ossificata era flessibile e poteva permettere un movimento veloce e serpeggiate, tipico di gran parte dei successivi pesci ossei.
Tra le specie più note, da ricordare la specie tipo Leptolepis coryphaenoides, tipico del giacimento a conservazione eccezionale di Holzmaden, in Germania. Molte altre specie attribuite a Leptolepis sono state in seguito attribuite ad altri generi, come Ascalabos, Tharsis, Anaethalion, Leptolepides.

## Distribuzione
I leptolepidi, al contrario dei loro antenati stanziali, attuavano (in base a quanto intuibile dallo studio dei ritrovamenti fossili) il comportamento tipico dell'attuale aringa, alla quale assomigliavano anche morfologicamente: si spostavano in banchi, protetti dalla forza numero, e si nutrivano di plancton, assai abbondante nelle acque di superficie del Giurassico.

Moltissimi fossili di questo pesce sono stati rinvenuti in vari giacimenti di Africa, Europa, Asia, Australia, Sudamerica e Nordamerica. Fossili di Leptolepis sono stati rinvenuti perfino nelle isole Spitsbergen.